# おおすみ (フェリー)
おおすみは、日本カーフェリーが運航していたフェリー。

## 概要
志布志航路の開設にあたって幸陽船渠で建造され、1980年3月に就航した。本船が日本カーフェリーとしては最後の新造船となった。
1982年11月、志布志航路の廃止により、日向航路に転配されるが、1986年3月に引退した。
その後、韓国の国際フェリーへ売却され、Olympia 88となり、1986年3月31日に大阪 - 釜山航路に就航した。1988年1月には幸陽船渠で定期検査と合わせて旅客スペースの拡大工事を実施、旅客定員が100名増加した。1993年5月に航路休止となった。
1993年、ウェイドンフェリー（威東航運）に売却され、New Golden Bridgeとなり、仁川 - 威海航路などに就航した。
2003年、Seayang Shippingに売却され、Morning Gloryとなった。
2005年、KC Lineに売却され、KC Bridgeとなった。
2008年6月21日、C & Cruiseによって、北九州市初の国際定期フェリー航路「MOJI LINE」として門司 - 釜山航路に就航したが、2008年8月、機関故障により運休、そのまま航路休止となった。
その後、2010年5月に中国で解体された。

### 就航航路
日本カーフェリー
- 大阪南港 - 志布志港
- 神戸港（東神戸フェリーセンター） - 細島港

国際フェリー
- 大阪南港 - 釜山港

日本側の大阪国際フェリーの檀皇とともに就航した。

## 設計
先に建造され日本最速のフェリーであった高千穂丸、美々津丸と同出力の機関が搭載され、本船も最高速力は27.2ノットを誇ったが、航路延長が短いことから航海速力は抑えられていた。日本カーフェリーでは、高千穂丸、美々津丸と本船を同型船としていたが、上部構造、船内配置等は異なり、車両搭載能力が強化されていた。

## 船内
プロムナードデッキ
- 娯楽室（予備客室時定員60名）

Aデッキ
- 貴賓室（2名×1室）
- 特等室（2名×20室）
- 一等室
  - 洋室：4名×20室
  - 和室：8名×10室、5名×1室
- ツーリスト（195名・171名各1室）
- エントランスホール
- 売店
- 案内所
- レストラン
- ソバコーナー
- ゲームコーナー
- ラウンジ

Bデッキ
- ドライバー室（100名）
- 大浴場 - モザイクタイルで囲んだイタリア調とした。

## 事故・インシデント

### 岸壁への衝突
1981年8月5日、9時55分ごろ、志布志港から大阪南港へ向かっていた本船は、入港時に左舷可変ピッチプロペラの翼角が変節不能になり、F5岸壁基部の可動橋南側付近に、約1.5ノットでほぼ直角に衝突した。衝突により、付近の岸壁に欠損を生じ、本船は船首材およびバウバイザ左舷側に軽微な凹傷を生じて、バウバイザが開閉不能となった。事故原因は、左舷プロペラ変節装置の作動油制御機構が異物の噛み込みにより追従不良となり制御用電磁弁のソレノイドが焼損、左舷プロペラの翼角が前進微速力のまま変節不能となったためであった。また、船長が翼角操縦ハンドル操作後に翼角指示計を確認するよう指導を徹底していなかったため、操船上の応急措置をとる時期を失したことも一因とされた。異物発生の原因となった給油箱内の給油軸スライディングリングは後に改修された。